# CAM4
CAM4 es un sitio web pornográfico que ofrece actuaciones en vivo de artistas principalmente aficionados. Las retransmisiones de CAM4 suelen incluir desnudos y actividad sexual. En 2020, Wired informó que el servidor de producción de CAM4 no tenía una contraseña establecida en su instancia de ElasticSearch, un error de seguridad común, que podría haber expuesto la información del usuario.

## Concepto
Es utilizado principalmente por artistas amateurs que transmiten vídeo y audio. Los clientes pueden comprar fichas virtuales, que se pueden utilizar para dar propinas a los artistas o pagar por espectáculos privados. Pueden usar así mismo el chat de texto en vivo en la "habitación" de cada artista para comunicarse directamente entre sí. CAM4 ha pagado más de 100 millones de dólares en comisiones desde su creación en 2007.

## Asociaciones estratégicas
En mayo de 2016, CAM4 se asoció con VRtube.xxx para lanzar CAM4VR, una experiencia de cámara en vivo de realidad virtual en 360° 3D disponible en la plataforma CAM4. La cofundadora de VRTube.xxx, Ela Darling, encabezó la iniciativa. El sitio está trabajando con Ela Darling para distribuir cámaras de realidad virtual a modelos.
En febrero de 2017, CAM4 anunció una asociación con el fabricante de teledildonics Kiiroo, lanzando una función de "toque en vivo" que sincroniza la vibración del juguete sexual Kiiroo con fichas inclinadas durante un espectáculo de cámara web en vivo.

## Patrocinios
Es miembro diamante de la Free Speech Coalition y patrocina desde 2011 a la Association of Sites Advocating Child Protection (ASACP).
En septiembre de 2017, se asoció con la modelo y activista estadounidense Amber Rose en apoyo de The Amber Rose SlutWalk, una organización de defensa sin ánimo de lucro que trabaja para acabar con el slut-shaming y suscitar una conversación sobre el empoderamiento de las mujeres y los derechos LGBTQ.
CAM4 es uno de los principales patrocinadores de la New York AIDS Walk.
En septiembre de 2021, anunció su patrocinio renovado de Pineapple Support, una organización sin ánimo de lucro que ofrece servicios de salud mental de bajo coste para profesionales de la industria para adultos.

## Campañas
En 2016, CAM4 encargó un estudio de investigación global a la empresa de investigación francesa IFOP, diseñado para comprender mejor los hábitos de orgasmo femenino y las diferencias entre nacionalidades.
Con motivo de la New York Fashion Week, CAM4 colaboró con el diseñador de joyas Chris Habana para abrir una tienda pop-up en el Lower East Side de Nueva York. En la inauguración, modelos y trabajadoras del sexo, como François Sagat y Amanda Lepore, desfilaron con una nueva colección de joyas.

## Reconocimiento de la industria
Los Premios XBIZ les galardonaron con el premio al Sitio de Cámaras en Vivo del Año en 2015. En 2016, CAM4.com ganó un Premio Adult Webcam al Mejor Sitio Web Europeo de Cámaras para Adultos.